# Kabinett Talon I

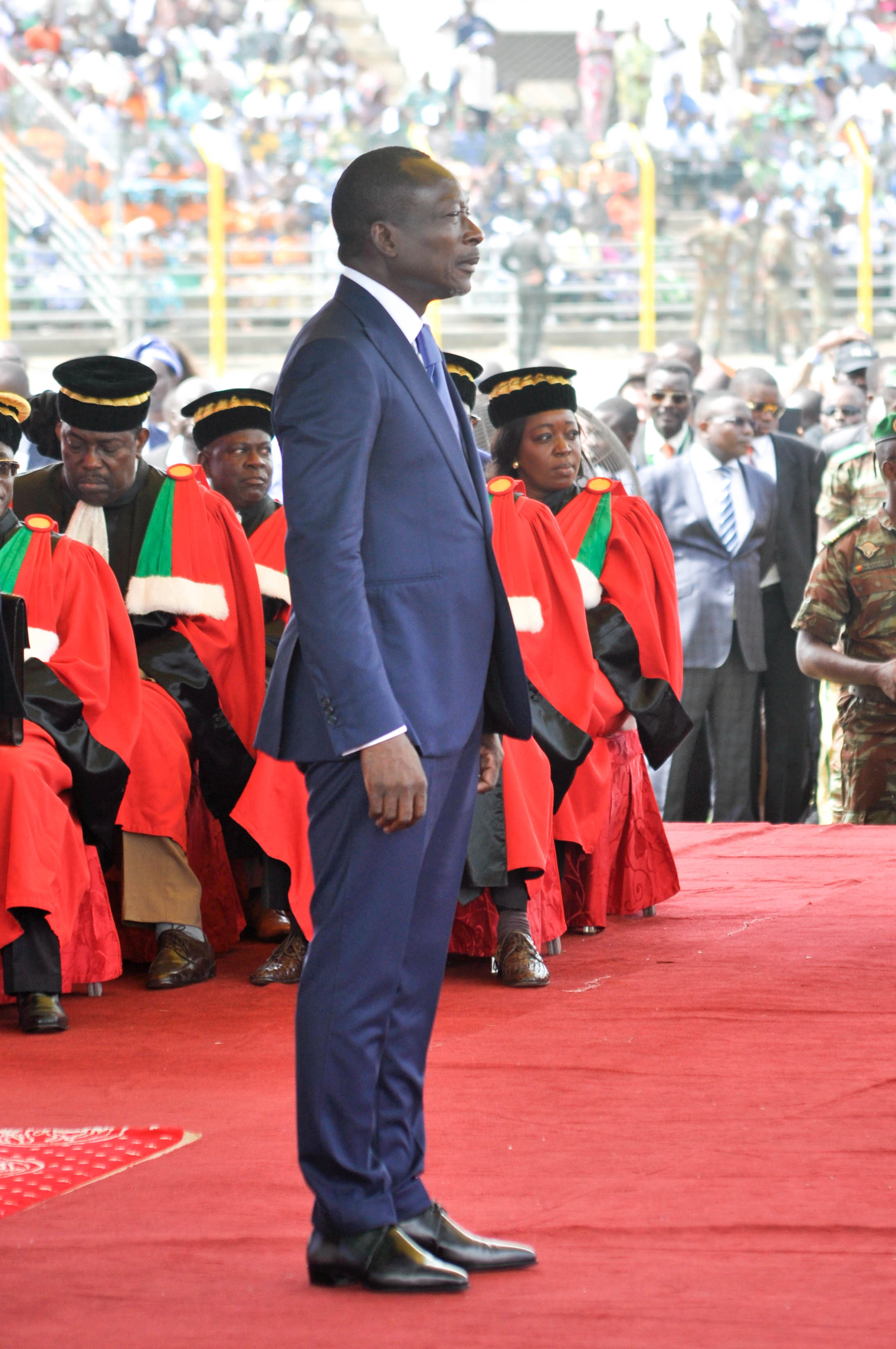
Patrice Talon ist seit dem 6. April 2016 Staatspräsidenten der Republik Benin

Das Kabinett Talon wurde in Benin nach der Wahl von Patrice Talon zum Staatspräsidenten der Republik Benin am 6. April 2016 gebildet.
Dem Kabinett gehören folgende Minister an:
| Amt | Amtsinhaber                                                              |
| --- | ------------------------------------------------------------------------ |
| Staatspräsidenten der Republik Benin                                                                                        | Patrice Talon                                                            |
| Staatsminister, Generalsekretär des Präsidialamtes                                                                          | Pascal Irénée Koupaki                                                    |
| Staatsminister, Minister für Planung und Entwicklung                                                                        | Abdoulaye Bio Tchané                                                     |
| Minister für Landwirtschaft, Viehzucht und Fischerei                                                                        | Delphin Oloronto Kouzande 27. Oktober 2017: Gaston Dossouhoui            |
| Minister für Handel, Industrie und Handwerk                                                                                 | Lazare Sèhouéto 27. Oktober 2017: Serge Mahouwèdo Ahissou                |
| Minister für Dezentralisierung und Kommunalverwaltung                                                                       | Barnabé Dassigli                                                         |
| Ministerin für digitale Wirtschaft und Kommunikation                                                                        | Rafiatou Monrou 27. Oktober 2017: Aurélie Adam Soule                     |
| Minister für Wirtschaft und Finanzen                                                                                        | Romuald Wadagni                                                          |
| Minister für Energie, Wasser und Bergbau : 27. Oktober 2017: Energieminister                                                | Dona Jean-Claude Houssou                                                 |
| Minister für Wasser und Bergbau                                                                                             | 27. Oktober 2017: Samou Seidou Adambi                                    |
| Außenminister und Minister für Kooperation                                                                                  | Aurélien Agbénonci                                                       |
| Gesundheitsminister | Alassane Seidou 5. Juni 2018 Benjamin Hounkpatin                         |
| Ministerin für höhere Bildung und wissenschaftliche Forschung                                                               | Marie Odile Attanasso                                                    |
| Minister für Infrastruktur und Transport                                                                                    | Hervé Hehomey 18. September 2017: Cyr Koty 5. Juni 2018: Alassane Seidou |
| Minister für Inneres und öffentliche Sicherheit                                                                             | Sacca Lafia                                                              |
| Minister für Justiz und Gesetzgeber, Siegelbewahrer                                                                         | Joseph Djogbenou 13. Juni 2018: Oswald Homeky                            |
| Ministerin für Arbeit, Öffentlicher Dienst und Soziales 27. Oktober 2017: Ministerin für Arbeit und den öffentlichen Dienst | Adidjatou Mathys                                                         |
| Minister für Vor- und Grundschulbildung                                                                                     | Karimou Salimane                                                         |
| Minister für Lebensqualität und nachhaltige Entwicklung                                                                     | José Didier Tonato                                                       |
| Minister für Sekundar- und technische Bildung sowie berufliche Ausbildung                                                   | Lucien Kokou 27. Oktober 2018: Kakpo Mahougnon                           |
| Sportminister 27. Oktober 2017: Minister für Tourismus, Kultur und Sport                                                    | Oswald Homeky                                                            |
| Minister für Tourismus und Kultur                                                                                           | Ange N’koué (bis 27. Oktober 2017)                                       |
| Beigeordneter Minister für nationale Verteidigung im Präsidialamt                                                           | Candide Armand-Marie Azannai 27. Oktober 2017: Fortuné Alain Nouatin     |
| Ministerin für Soziales und Mikrofinanzen                                                                                   | 27. Oktober 2017: Bintou Chabi Adam Taro                                 |
| Minister für kleine und mittelständische Unternehmen und Beschäftigungsförderung                                            | 27. Oktober 2017: Modeste Tihounté Kérékou                               |